# Donnelly, Idaho
Donnelly är en ort i Valley County i Idaho. Vid 2010 års folkräkning hade Donnelly 152 invånare.